# Polyscias sorongensis
Polyscias sorongensis är en araliaväxtart som beskrevs av Lilian Suzette Gibbs. Polyscias sorongensis ingår i släktet Polyscias och familjen araliaväxter. Inga underarter finns listade.